# شون بروكس
شون بروكس (بالإنجليزية: Shaun Brooks)‏ (9 أكتوبر 1962 في المملكة المتحدة - ) هو لاعب كرة قدم بريطاني في مركز الوسط. لعب مع كريستال بالاس ونادي بورنموث ونادي ليتون أورينت ونادي وورثينغ وDorchester Town F.C. ‏.

## وصلات خارجية
- شون بروكس على موقع قاعدة بيانات كرة القدم.إي يو (الإنجليزية)